# Rogóż (Krynica)
Rogóż – część wsi Krynica w Polsce, położona w województwie mazowieckim, w powiecie siedleckim, w gminie Suchożebry.
W latach 1975–1998 Rogóż administracyjnie należał do województwa siedleckiego.